# 卡翠娜骷髏頭

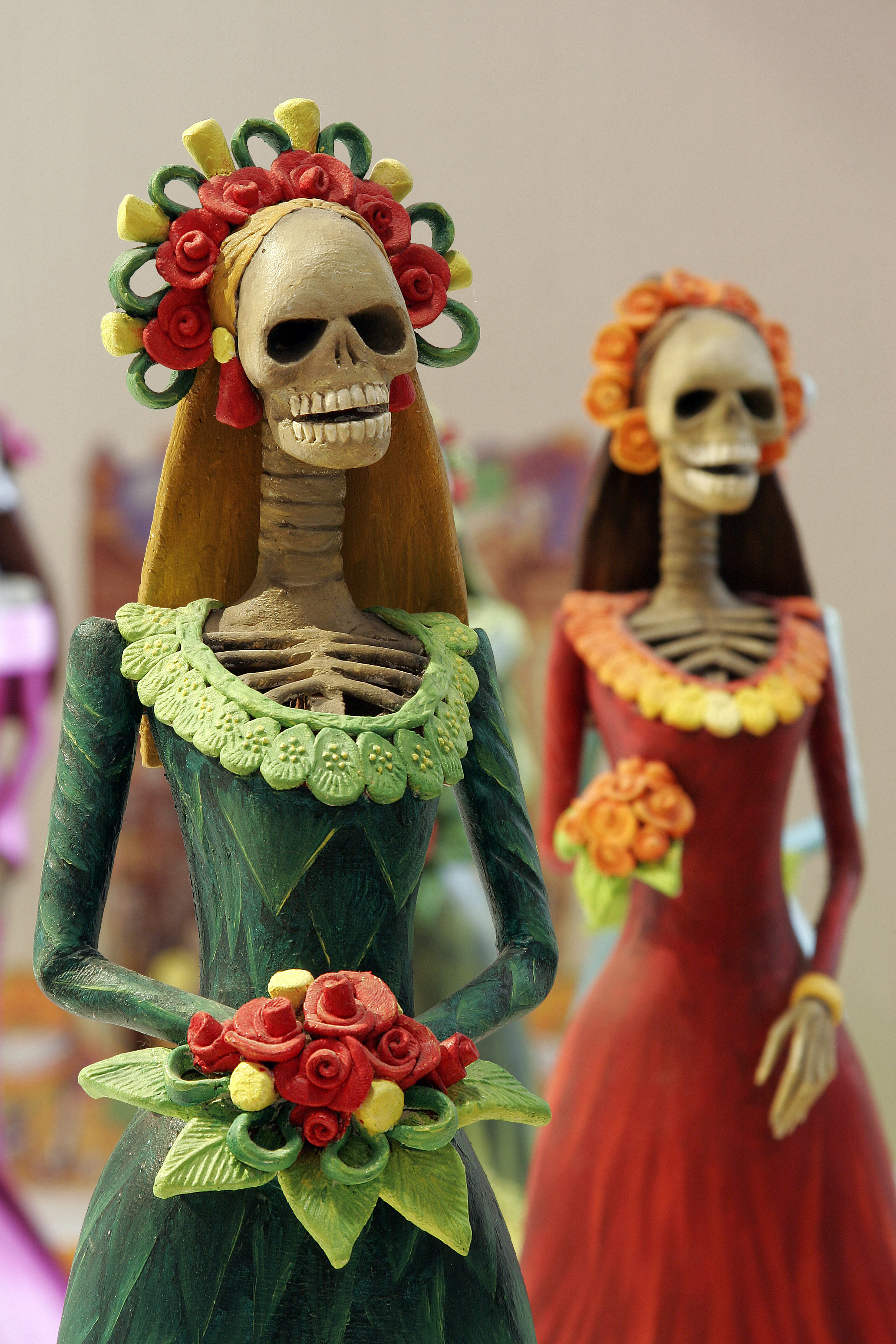
卡特里娜骷髏頭，約15吋高

卡特里娜骷髏頭（西班牙语：la Calavera de la Catrina）是墨西哥刻版畫家何塞·瓜达卢佩·波萨达於1913年所創造的錫版畫角色。「catrina」是「catrín」的陰性名词 ，意思是“花花公主”。現在卡特里娜已是墨西哥的重要形象，尤其是在每年11月1日至2日的亡灵节活動之中。
卡特里娜通常有纖細的身段，並穿著華麗的女裝，不過全身都是骷髏。波萨达創出卡特里娜後，這個角色並沒有受到重視；法國藝術歷史學者让·夏洛特在墨西哥革命後不久重新檢閱了波沙達的作品，並將它們推廣開來；卡特里娜隨後便成為墨西哥藝術的代表之一。
電影《英雄不回頭》Once Upon a Time in Mexico (2003)有利用卡特里娜骷髏頭在街戰出現前中來聯繫上墨西哥革命，以作為其電影特色。